# La Ville-ès-Nonais
La Ville-ès-Nonais (en bretó Kerlean) és un municipi francès, situat a la regió de Bretanya, al departament d'Ille i Vilaine. L'any 2006 tenia 949 habitants.

## Demografia
| 1962                                       | 1968 | 1975 | 1982 | 1990 | 1999 |
| ------------------------------------------ | ---- | ---- | ---- | ---- | ---- |
| 498                                        | 537  | 504  | 581  | 634  | 987  |
| Des de 1962: població sense dobles comptes |      |      |      |      |      |

## Administració
| Període   | Identitat       | Partit |
| --------- | --------------- | ------ |
| 2001-2008 | Bernard Imbert  |        |
| 2001-     | Michel Lefeuvre |        |